# Романова, Дарья Владимировна
Дарья Владимировна Романова (псевдонимы Дарья, А. Романенко; 18 марта 1853, Сальное Нежинский уезд — 14 апреля 1922, Китаево (Киев)) — украинская писательница конца XIX — начала XX века.

## Биографические сведения
Родилась Дарья Романова 18 марта 1853 года в селе Сальное Нежинского уезда Черниговской губернии в интеллигентной семье, в которой очень любили украинские народные песни. Некоторое время Дарья жила в Москве, где училась музыке и пению. Увлекалась театром, была в дружеских отношениях с Марией Заньковецкой, с семьями Старицких, Лысенко, Косачей. Дарья Романова была участницей украинских национальных обществ, однако особой активностью не отличилась. Её сын Алексей Романов, хотя и признавал себя украинцем, однако, будучи министром юстиции в правительстве Украинской державы, резко выступал против введения украинского языка в правительстве, даже называл его «собачьим языком».
Жила в своем селе на Черниговщине, а с 1907 года в Киеве, позже — в пригороде Киева Китаево, где и умерла 14 апреля 1922 года.
Печаталась с 1887 в журналах: «Заря», « ЛНВ», в альманахах: «Из облаков и долин», «Развлечение», «Новая Рада», «Украинская Муза» и др.. Автор сборника «Песни, мысли, легенды» (1896), сказок, среди прочих в журнале «Звонок» (с 1895). Другие сборники «Господин и Чабан», «Сватовство Мороза» и другие.
Имела довольно богатый творческий потенциал, включающий баллады, поэтические сказки, лирические песни, публицистические статьи, несколько сборников рассказов. Её стихи проникнуты искренним сочувствием к людям труда. Активно разрабатывала фольклорные мотивы не только украинские, но и мировые, в таких произведениях как «Перемет и Переметиха», «Легенда», «Линг — Лун. Китайская легенда». Успешно работала в сфере песенно-музыкальных форм: «Колыбельная», «Симфония», «Баркарола» и другие. Её поэтические произведения близки к украинским народным песням. Например, «Где ты?», «Из песен молодости».
Характерная черта её стихов — музыкальность. Николай Лысенко написал музыку к её стихам «Летняя ночь», «Где ты?». Эти песни стали популярными в народе. Её песня «Ничко лукавая» — мечтательная, с тонким переживанием человеческой души, чувствительной к красоте, склонной к философской мысли о смысле жизни, вошла в репертуары многих украинских музыкальных коллективов.